# Foremost
Foremost is een plaats in de Canadese provincie Alberta en telt 524 inwoners (2006).